# Neuer Jüdischer Friedhof (Mainz-Bretzenheim)

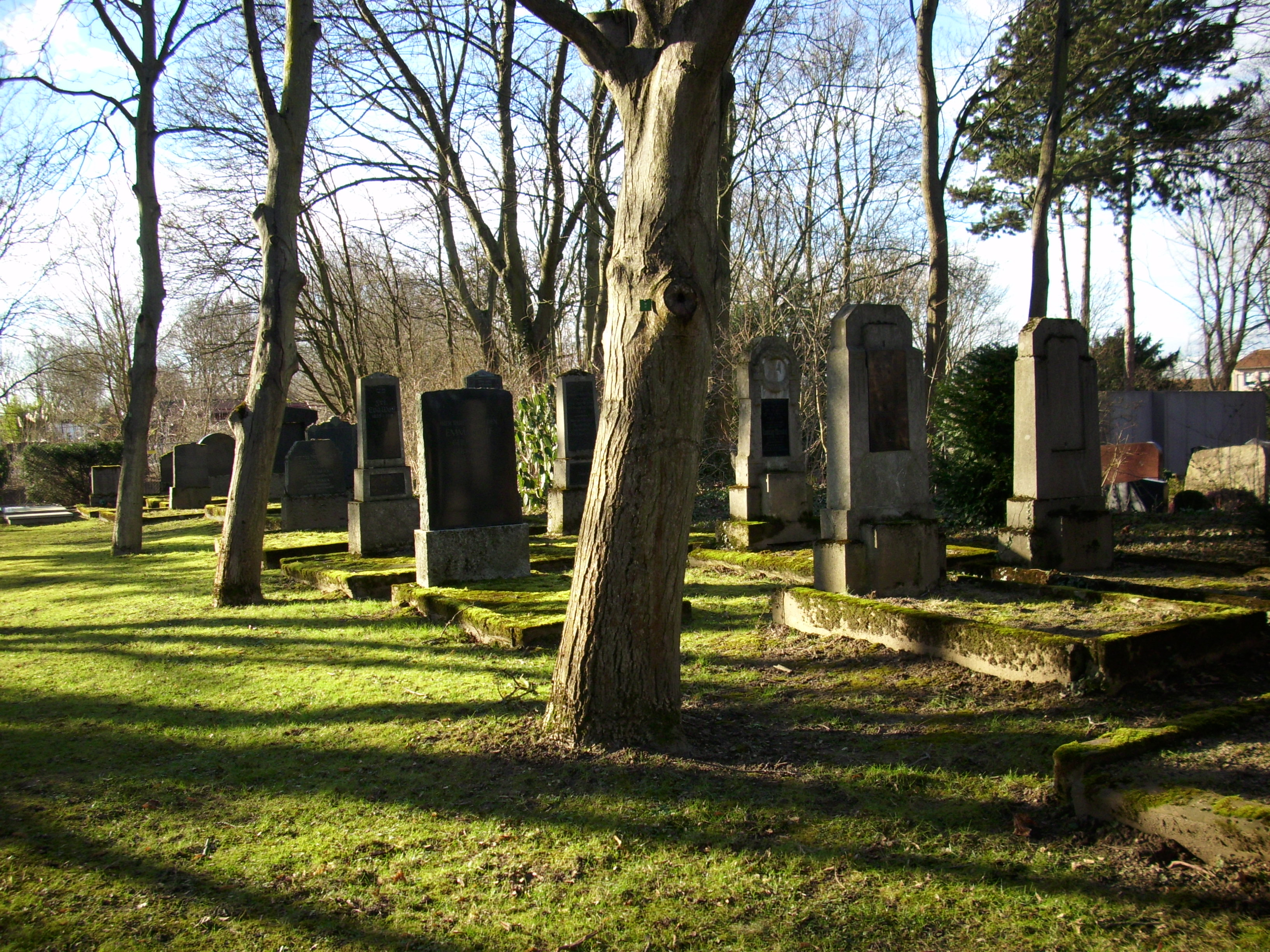
Der neue jüdische Friedhof in Mainz-Bretzenheim (2015)

Der Neue Jüdische Friedhof Mainz-Bretzenheim  im Ortsbezirk Mainz-Bretzenheim der rheinland-pfälzischen Landeshauptstadt Mainz ist ein geschütztes Kulturdenkmal.
Der 606 m² große jüdische Friedhof innerhalb des kommunalen Friedhofes "Am Ostergraben" wurde im Jahr 1911 angelegt. Er wurde bis 1938 belegt; im Jahr 2007 wurde eine weitere Beisetzung vorgenommen. Auf dem Friedhof sind 19 Grabsteine aus den Jahren 1911 bis 1938 erhalten.